# Una poltrona per due
Una poltrona per due (Trading Places) è un film del 1983 di John Landis, interpretato da Dan Aykroyd, Eddie Murphy e Jamie Lee Curtis.

## Trama
Louis Winthorpe III è un altezzoso agente di cambio della "Filadelfia bene" la cui vita trascorre tra l'appagante lavoro, lo svago con gli altolocati amici, l'amore della bella ma superficiale Penelope e i servigi del fedele maggiordomo Coleman, l'unica persona di buon cuore che anima la sua quotidianità. Billy Ray Valentine è invece un senzatetto insolente e imbroglione che mendica spacciandosi per un veterano del Vietnam.
Le vite dei due si incrociano casualmente durante la vigilia di Natale: Billy Ray urta per caso Louis in strada, questi crede erroneamente di essere stato aggredito e chiede l'intervento della polizia, che arresta un incredulo Billy Ray. All'episodio assistono gli avari datori di lavoro di Louis, i fratelli Mortimer e Randolph Duke, e da ciò nasce una disputa tra i due circa le motivazioni che spingono un individuo alla criminalità o al successo: Mortimer sostiene che alcuni siano geneticamente predisposti alla delinquenza o al successo mentre Randolph è convinto che sia l'ambiente nel quale si cresce a determinare l'agire di una persona.
Per verificare le rispettive tesi decidono, a fronte di una scommessa di un solo dollaro, di scambiare le vite di Louis e Valentine con la complicità di un influente e corrotto funzionario del governo, Clarence Beeks, e di un riluttante Coleman: Billy Ray scopre così di avere un innato talento per la finanza mentre Winthorpe, convinto di essere stato incastrato da colui che ha preso il suo posto, cerca riscatto agli occhi dei Duke nonché vendetta nei confronti di Billy Ray; abbandonato dai suoi amici e da Penelope, l'unica a venirgli incontro è Ophelia, una giovane prostituta che era stata assoldata da Beeks per screditarlo e che adesso, sentendosi in parte responsabile, decide di aiutarlo. In breve la disperazione e il rancore spingono Winthorpe ad azioni drastiche che hanno però come solo risultato un patetico tentativo di incastrare il rivale davanti a degli esterrefatti Duke, cosa che decreta la vittoria di Randolph nella scommessa.
Subito dopo l'accaduto proprio Valentine viene a conoscenza dell'inganno perpetrato dai fratelli (che concluso il loro esperimento volevano disfarsi di entrambi) e, messosi alla ricerca di un Louis ormai a un passo dal suicidio, gli rivela l'amara verità. Una volta scoperto che i Duke sono in combutta con Beeks, sul loro libro paga non solo per incastrare Louis ma anche per ottenere illegalmente informazioni per mettere in atto una grande speculazione a Wall Street, Billy Ray e Louis, con l'aiuto di Ophelia e Coleman, si alleano per sfruttare a loro favore la situazione e vendicarsi dei due fratelli colpendoli nella cosa a loro più cara: il denaro. Una volta occupatisi di Beeks e fatto recapitare ai Duke un falso rapporto che li induce a dilapidare avventatamente il loro patrimonio in contratti futures, Winthorpe e Valentine riescono a mandare sul lastrico gli arroganti fratelli rendendo milionari sé stessi oltreché Ophelia, nuova fidanzata di Winthorpe, e Coleman, che d'ora in avanti penseranno solamente a godersi la vita.

## Produzione
In fase di produzione il film s'intitolava Black & White.

### Cast
I personaggi principali inizialmente dovevano essere interpretati da Gene Wilder nel ruolo di Winthorpe e da Richard Pryor in quello di Valentine. Pryor rimase però vittima di un incidente che gli procurò gravi ustioni in diverse parti del corpo e che rese necessario un lungo periodo di riabilitazione, così rinunciò alla parte. A quel punto gli sceneggiatori, insieme al regista Landis, presero in considerazione Eddie Murphy, all'epoca conosciuto per le sue partecipazioni al Saturday Night Live; lo stesso Murphy, successivamente, fece pressione affinché la parte di Winthorpe fosse assegnata a un altro attore, piuttosto che a Wilder, perché non voleva essere considerato il rimpiazzo di Pryor nell'ormai celebre duo Wilder-Pryor.
Per la parte di Mortimer Duke si pensò inizialmente a Ray Milland, ma in seguito venne scelto Don Ameche, nonostante inizialmente la produzione e il casting commisero un errore quando lessero che l'attore fosse deceduto, ma si trattava di un suo omonimo.
La parte di Coleman venne proposta a John Gielgud e Ronnie Barker; quest'ultimo rifiutò in quanto non voleva girare film troppo lontano dalla sua casa nel Regno Unito.
Prima di Paul Gleason, la parte di Clarence Beeks venne data a Gordon Liddy, figura chiave dello scandalo Watergate (1972), ma questi alla fine rinunciò quando lesse la parte in cui il suo personaggio aveva un rapporto con il gorilla alla festa di capodanno sul treno. Il gorilla venne interpretato da Don McLeod, noto caratterista apparso sempre nel ruolo del primate nei film in cui recitava. Nella scena del treno, inoltre, per ricordare il suo predecessore, Gleason legge l'autobiografia di Liddy.

### Riprese
Il film venne girato tra New York e Filadelfia (con la sola sequenza finale nell'isola di Saint Croix, nelle Isole Vergini Americane) dal 13 dicembre 1982 al 1º marzo 1983.

## Colonna sonora
Il tema d'apertura della colonna sonora del film è l'ouverture da Le nozze di Figaro di Wolfgang Amadeus Mozart.

## Distribuzione
Il film uscì nelle sale cinematografiche statunitensi l'8 giugno 1983, mentre in quelle italiane il 19 gennaio 1984.

## Accoglienza

### Critica
Il film venne accolto positivamente dalla critica cinematografica.
Sul sito web Rotten Tomatoes il film riceve l'87% delle recensioni professionali positivi, con un voto medio di 7.5/10, basato su 53 recensioni, mentre su Metacritic ottiene un punteggio medio di 69 su 100, basato su 11 critiche, indicando "recensioni generalmente positive".

## Riconoscimenti
- 1984 – Premio Oscar
  - Candidatura per la miglior colonna sonora originale a Elmer Bernstein
- 1984 – Premio BAFTA
  - Miglior attore non protagonista a Denholm Elliott
  - Migliore attrice non protagonista a Jamie Lee Curtis
  - Candidatura per la migliore sceneggiatura originale a Timothy Harris e Herschel Weingrod
- 1984 – Golden Globe
  - Candidatura per il miglior film commedia o musicale
  - Candidatura per il miglior attore in un film commedia o musicale a Eddie Murphy
- 1983 – NAACP Image Award
  - Miglior attore in un film a Eddie Murphy
- 1984 – Nastro d'argento
  - Candidatura per il regista del miglior film straniero a John Landis

## Casi mediatici
Nel 2010, in occasione dell'entrata in vigore negli Stati Uniti d'America di nuove normative inerenti ai mercati finanziari, il presidente della Commodity Futures Trading Commission, Gary Gensler, ha colloquialmente ribattezzato Eddie Murphy Rule l'insieme delle direttive a contrasto dell'insider trading, traendo ispirazione da quanto avviene in Una poltrona per due.
Negli anni successivi agli attentati dell'11 settembre 2001, negli Stati Uniti, alcune emittenti televisive hanno scelto di tagliare una frase di Winthorpe, che, rivolgendosi a Valentine, all'ombra delle Torri Gemelle e parlando del trading di borsa, dice: «Qui o uccidi o sei ucciso».
Data l'ambientazione della pellicola, col tempo è diventata una consuetudine della televisione italiana inserire Una poltrona per due nel palinsesto delle feste natalizie. A partire dal 1997 il film viene trasmesso pressoché regolarmente da Italia 1 la sera della vigilia, rendendolo di fatto un classico moderno della programmazione festiva e continuando peraltro, a distanza di decenni, a far registrare ottimi riscontri d'ascolto, anche superiori alla contemporanea messa di mezzanotte.